# Elly Zuiderveld-Nieman
Elly Zuiderveld-Nieman (Hilversum, 7 april 1946) is een Nederlandse zangeres, televisiepresentatrice en -actrice. Grote bekendheid geniet ze als helft van het zangduo Elly en Rikkert.

## Biografie
Nieman werd geboren als oudste van vijf kinderen in een winkeliersgezin in Hilversum en groeide op in Amstelveen, waar haar vader broodbezorger werd. Reeds op jonge leeftijd schreef ze liedjes die ze zong op school, in de kerk of in het clubhuis. In 1965 won ze het Cabaret der Onbekenden. Hoofdprijs was het maken van een lp voor Philips. Naast voornamelijk eigen nummers die ze omschreef als "luisterliedjes", zong ze ook door anderen geschreven materiaal, onder meer van Lennaert Nijgh en Guus de Bakker. In 1966 viel ze op 19-jarige leeftijd op bij een talentenjacht in Eindhoven. 
In 1967 zong ze met Boudewijn de Groot het door De Groot en Nijgh geschreven lied Prikkebeen dat een hit werd en nog jaarlijks terugkeert in de Top 2000. In 1968 trouwde ze met Rikkert Zuiderveld, met wie ze het zangduo Elly en Rikkert ging vormen. Vlak na hun trouwen gingen Elly en Rikkert wonen in het Betuwse Tuil. Ze kregen drie kinderen. Begin jaren zeventig maakten ze samen enkele singles, maar die haalden niet de Top 40. Zuiderveld-Nieman zong mee in twee nummers van het album Warm en Stil van Dimitri van Toren dat verscheen in 1972, nagenoeg gelijktijdig met het Elly en Rikkert-album Het Oinkbeest waarop Dimitri dan weer meespeelde.
Halverwege de jaren zeventig bekeerde zij zich samen met Rikkert tot het christendom. Zo gaven zij in 1977 een optreden bij de eerste editie van de EO-Jongerendag. Tevens vertaalde ze Engelstalige liederen in het Nederlands voor de Stichting Opwekking ten behoeve van de bundel Opwekking. Voor de serie Bamboe Beren uit 1995/1996 schreef ze de intro en outro, gezongen door door Laura Vlasblom. Tussen 1995 en 2004 speelde Zuiderveld-Nieman de Rode Buurvrouw in de EO-poppenserie De Ark van Stekeltje. Van 2006 tot 2011 presenteerde ze voor de EO het kinderprogramma Elly en de Wiebelwagen. In 2009 maakte ze een solo-album waarop onder meer een samenwerking staat; het nummer Tegenwind met Tangarine waarop zij samen op de tandem door het Drentse land fietsen.

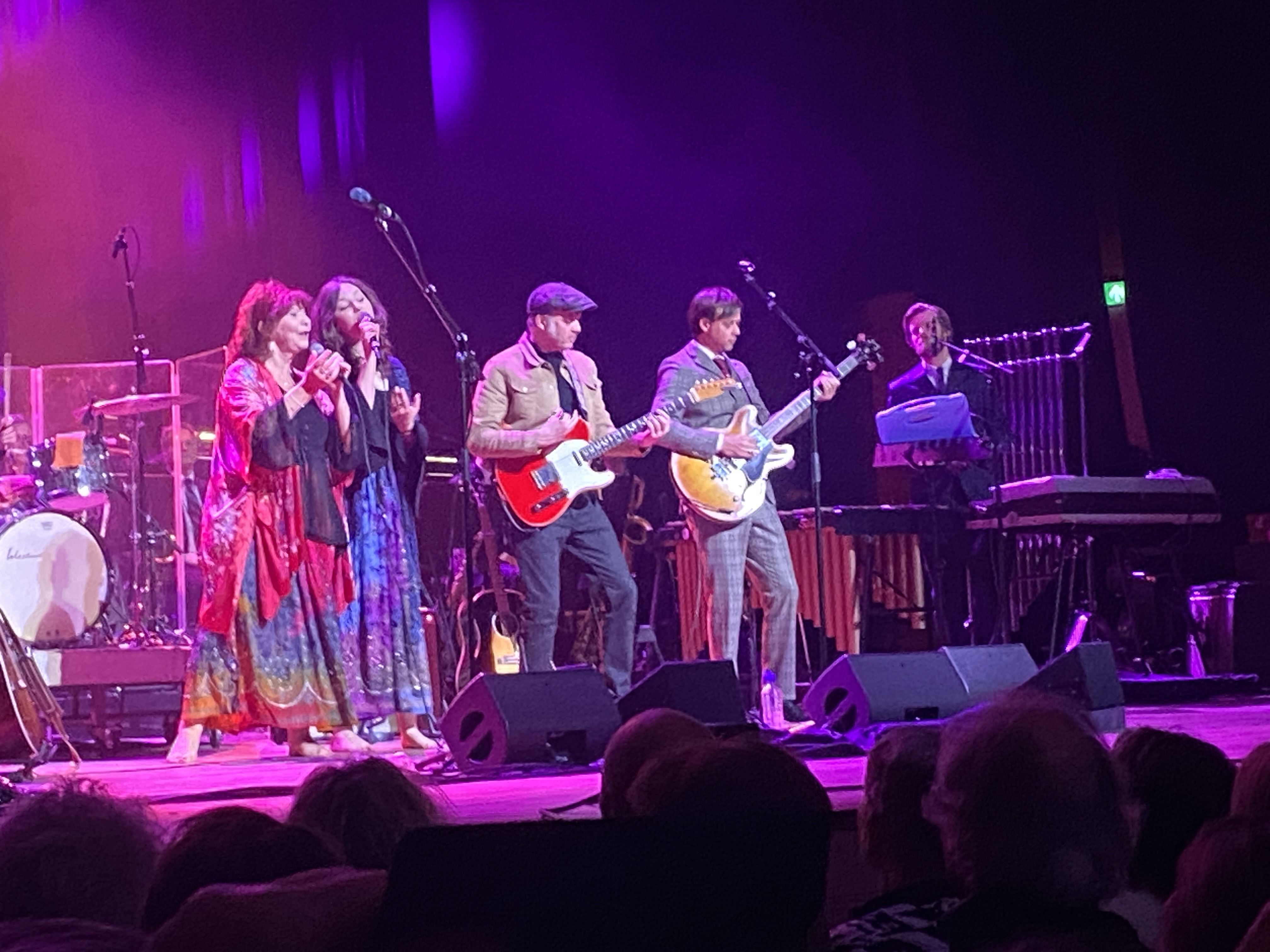
The Kik met Elly Zuiderveld Nieman in 2024

In 2018, 2019 en 2024 speelde de Nederlandse beatband the Kik met orkest integrale versies van de albums Voor de overlevenden en Picknick van Boudewijn de Groot. Bij een aantal optredens was Elly Nieman als gastzangeres aanwezig.

## Discografie

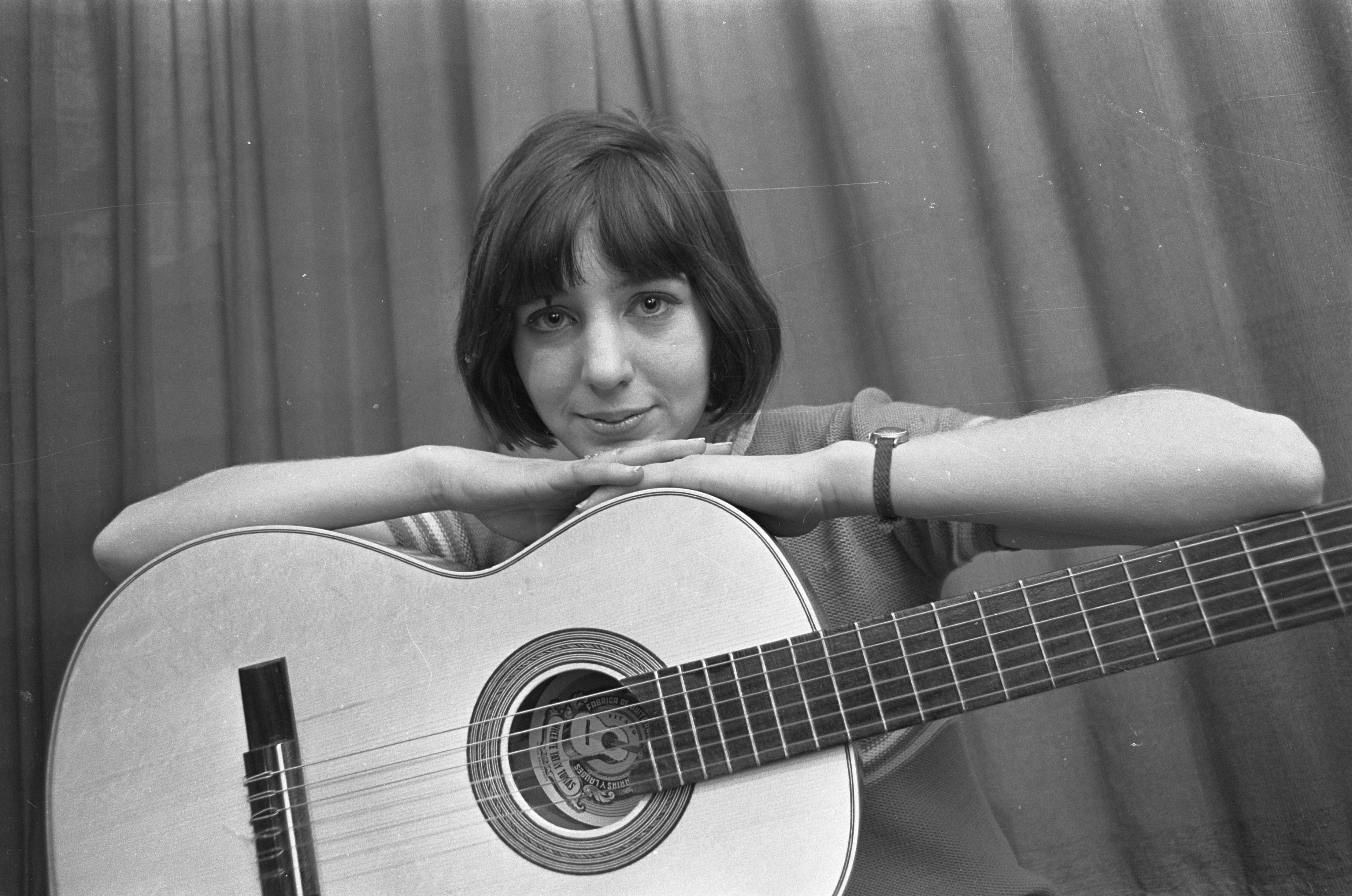
Elly Nieman in 1967

### Singles
| Single met eventuele hitnotering(en) in de Nederlandse Top 40 | Datum van verschijnen | Datum van binnenkomst | Hoogste positie | Aantal weken | Opmerkingen            |
| ------------------------------------------------------------- | --------------------- | --------------------- | --------------- | ------------ | ---------------------- |
| Valentijntje/Regenboog                                        | 01-1967               |                       | -               |              |                        |
| Padvindster/Boven alle dingen                                 | 04-1967               |                       | -               |              |                        |
| Gouden regen/Liedje voor een vogel                            | 08-1967               |                       | -               |              |                        |
| Prikkebeen/Eva                                                | 16-03-1968            | 09-03-1968            | 9               | 10           | met Boudewijn de Groot |
| De bedboot/Vreemde vogels                                     | 1969                  |                       | -               |              | met Rikkert Zuiderveld |
| De kauwgomballenboom/Slaapliedje                              | 02-10-1971            |                       | tip             |              | met Rikkert Zuiderveld |
| De zilveren trein/De Maya-koning                              | 13-01-1971            |                       | tip             |              | met Rikkert Zuiderveld |
| Alles is vrij/Het grote groene duizend-instrumenten-orkest    | 13-01-1973            |                       | tip             |              | met Rikkert Zuiderveld |
| Sta op en wandel/Kind van de zon                              | 1975                  |                       | tip             |              | met Rikkert Zuiderveld |
| Brief van Alexander/Yuli                                      | 1979                  |                       | -               |              | met Rikkert Zuiderveld |
| Al die jaren/Rozen uit het asfalt                             | 1988                  |                       | -               |              | met Rikkert Zuiderveld |

### Albums

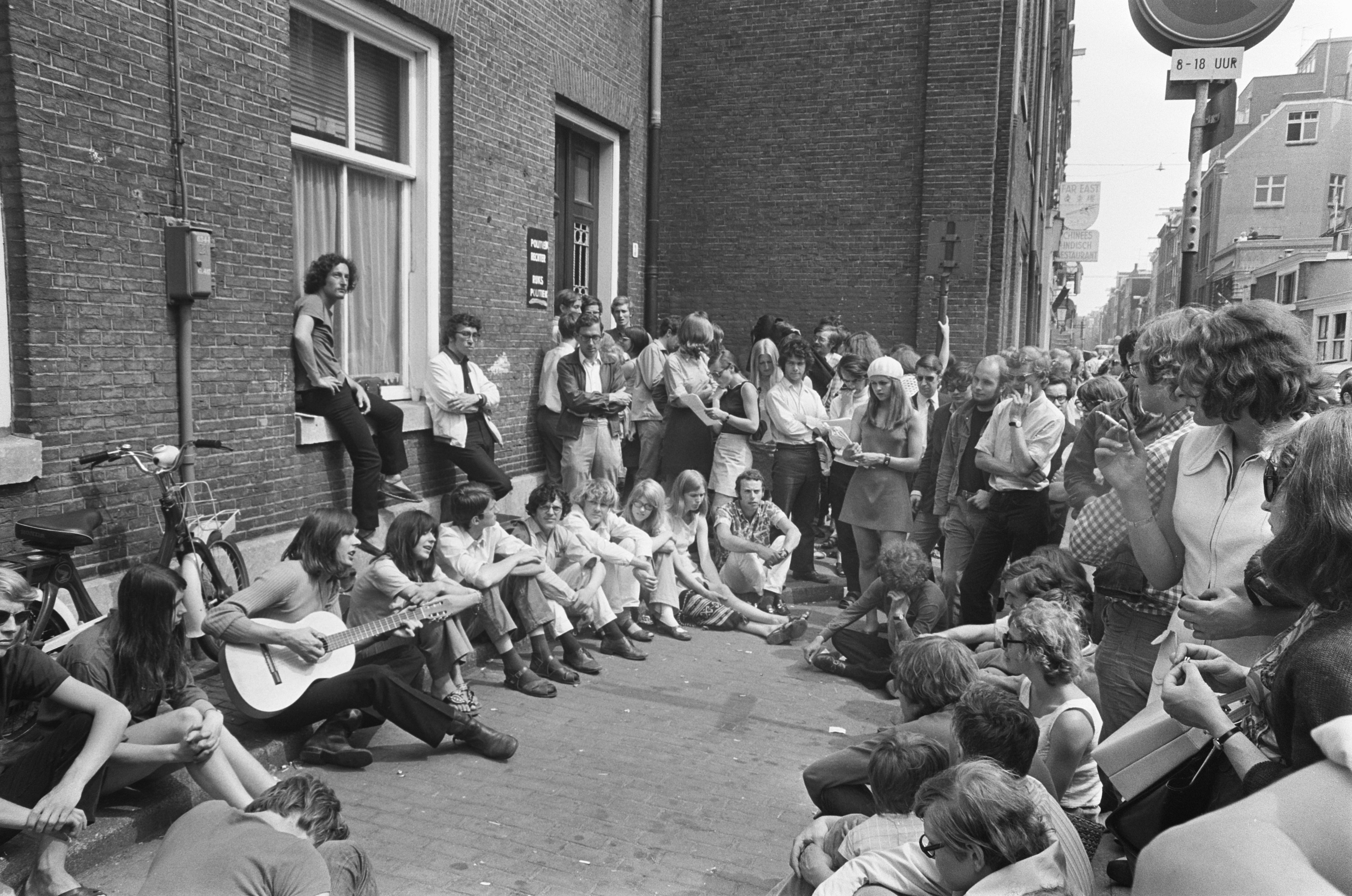
Elly & Rikkert bij het Amsterdams studentenprotest (1969)

#### Solo
- 1966 Elly Nieman
- 2009 Circusprinses
- Elly en de Wiebelwagen (3 delen)

#### Met Rikkert Zuiderveld
Zie: Elly en Rikkert, discografie

### NPO Radio 2 Top 2000
| Nummer met noteringen in de NPO Radio 2 Top 2000 | '99 | '00 | '01 | '02 | '03 | '04 | '05 | '06 | '07 | '08 | '09 | '10 | '11 | '12  | '13  | '14  | '15  | '16  | '17  | '18  | '19  | '20  | '21  | '22  | '23  | '24  |
| ------------------------------------------------ | --- | --- | --- | --- | --- | --- | --- | --- | --- | --- | --- | --- | --- | ---- | ---- | ---- | ---- | ---- | ---- | ---- | ---- | ---- | ---- | ---- | ---- | ---- |
| Prikkebeen (met Boudewijn de Groot)              | 585 | 328 | 413 | 262 | 336 | 318 | 386 | 519 | 488 | 415 | 679 | 798 | 880 | 1139 | 1066 | 1309 | 1496 | 1444 | 1630 | 1755 | 1545 | 1746 | 1876 | 1750 | 1926 | 1779 |

1. ↑  Een vetgedrukt getal geeft de hoogste notering aan.